# José de la Luz Blanco
General José de la Luz Blanco fue un militar mexicano que participó en la Revolución mexicana. Nació en Santo Tomás, Municipio de Guerrero, Chihuahua el 17 de noviembre de 1864. Su carrera oposicionista la inició simpatizando con el magonismo, para luego afiliarse al antirreeleccionismo. Se levantó en armas en su natal Santo Tomás el 20 de noviembre de 1910 siguiendo el Plan de San Luis. En enero de 1911 siguió su lucha en Temósachic. Jefaturando una columna, sostuvo fuertes combates con las tropas federales, destacando las que libró en La Angostura y en la Cantera, en el Valle de San Buenaventura. Cuando Madero tuvo que salir de los Estados Unidos por violar las leyes de neutralidad, cruzó la frontera al este de El Paso, Texas, con un pequeño contingente haciendo contacto con las fuerzas de José de la Luz Blanco, se dirigieron a Casas Grandes, Chihuahua donde había fuerzas federales. Desafortunadamente para ellos los federales recibieron refuerzos de caballería bien armados con ametralladoras tomando a los atacantes a dos fuegos siendo los rebeldes derrotados sufriendo bajas y resultando Madero herido en un brazo, Blanco acompañó a Francisco I. Madero, a Peppino Garibaldi y a Francisco Villa en el resto de su campaña. Participó en el ataque y Toma de Ciudad Juárez, en abril y mayo de 1911. Al caer Ciudad Juárez queda al frente de la plaza y nombra las primeras autoridades posrevolucionarias de la ciudad. En 1912 combatió el orozquismo y durante estas campañas muere en Madera, Chihuahua el 18 de febrero de 1913. Un artículo de El "New York Times" fechado 15 de junio de 1914 cita: "se reporta que una fuerza de 17,000 rebeldes bajo el comando directo del General José de la Luz Blanco ocupan Sayula y Ameca mientras que federales comandados por el general Felipe Mier y el General Javier De Moure suman 14,000. Antes durante el interinato de De La Barra, Madero había expresado su preferencia por Blanco como gobernador interino de Morelos ya que Zapata en su intransigencia no aceptaba ningún candidato, lo que ocasionó que el gobierno mandara a Victoriano Huerta (quien posteriormente se convertiría en uno de los traidores más cínicos de la historia de México) a combatirlo.